# Ronelda Kamfer
Ronelda Kamfer, née le 16 juin 1981 à Blackheath, près du Cap, est une poétesse sud-africaine de langue afrikaans.

## Biographie
Ronelda Kamfer passe sa petite enfance chez ses grands-parents, ouvriers agricoles à Grabouw, dans une région connue pour ses arbres fruitiers et ses vignes, située à une bonne soixantaine de kilomètres du Cap et de ses townships. Elle retourne ensuite vivre chez ses parents, lesquels, lorsqu'elle a 13 ans, s'installent à Eersterivier, banlieue qui connaît de nombreux problèmes sociaux — pauvreté, violence, drogue, guerre des gangs. Cette expérience marque profondément sa vie et son écriture.
Après avoir obtenu son baccalauréat en 1999, elle exerce divers métiers — serveuse, employée de bureau, infirmière — tout en écrivant et en poursuivant des études à l'université du Cap-Occidental, où elle obtient en 2011 une maîtrise ès-lettres (afrikaans et néerlandais). Elle est aussi titulaire d'un diplôme en écriture créative de l'université Rhodes en 2019.
Ronelda Kamfer est mariée à Nathan Trantraal, auteur de bandes dessinées et poète ; elle est mère d'une petite fille. Tous trois vivent à Makhanda, dans la province du Cap-Oriental.

## Œuvre
Ronelda Kamfer publie tout d'abord des poèmes dans des anthologies, et des revues en Afrique du Sud et aux Pays-Bas. Parmi les auteurs dont elle revendique l'influence, elle mentionne notamment Derek Walcott, Charles Bukowski et la poétesse sud-africaine Antjie Krog.
Elle est l'auteure de quatre recueils de poèmes :
- Slapende honde[4], intitulé Noudat slapende honde[5] (Maintenant que le chat qui dort), paraît en 2008.
- grond/Santekraam (La terre/Et tout le reste), paru en juin 2011 et chaleureusement accueilli par la critique[6],[7].
- Hammie, publié en 2016[8].
- Chinatown, son quatrième recueil, paraît en novembre 2019[9]

Tous les ouvrages de Ronelda Kamfer sont publiés aux éditions Kwela, au Cap.

## Prix et distinctions
En 2009, Ronelda Kamfer obtient — avec Loftus Marais — le prix Eugène-Marais (Eugène Maraisprys) décerné par l'Académie sud-africaine. Ce prix prestigieux, doté de 22 000 rands, a récompensé par le passé des auteurs tels qu'André Brink (1963), Abraham de Vries (1967), Sheila Cussons (1971), Antjie Krog (1973), Marlene van Niekerk (1978), Etienne van Heerden (1984), Joan Hambidge (1987), Henning J. Pieterse (1990), Riana Scheepers (1992), Marita van der Vyver (1993) et A.H.M. Scholtz (1995).
Elle participe régulièrement à des festivals de poésie tant en Afrique du Sud qu'à l'étranger, notamment aux Pays-Bas (Winternachten) et en Belgique (Felix Poetry Festival d'Anvers).
En mai et juin 2013, elle est invitée à participer à la Biennale internationale des poètes en Val-de-Marne, ainsi qu'au Festival pour l'afrikaans à Amsterdam et à La Haye (Pays-Bas). La même année, à l'automne, elle est en résidence pour deux mois (octobre et novembre) au Centre Intermondes de La Rochelle, période au cours de laquelle des rencontres et des lectures ont eu lieu dans différentes villes de France: Nantes, Rennes, Paris et Marseille,,.
En 2016, la bourse d'écrivain Jan-Rabie-et-Marjorie-Wallace, d'une valeur de 380.000 rands (plus de 22.000 euros) est décernée à Ronelda Kamfer.

## Traductions

### En français
En France, depuis 2009, des poèmes extraits de Maintenant que le chat qui dort et de La terre/Et tout le reste, traduits de l'afrikaans par Pierre-Marie Finkelstein, sont régulièrement publiés dans des revues et des anthologies de poésie africaine et sud-africaine.
Plusieurs ont fait l'objet d'une lecture publique au Salon du livre de Paris en 2011. En 2013, de nouveaux textes de Ronelda Kamfer sont traduits dans une anthologie publiée à l'occasion de la Biennale internationale des poètes ; en automne de la même année, des poèmes inédits paraissent en traduction française.
L'on trouvera ci-dessous les références bibliographiques des traductions existantes :
- Chinatown (édition bilingue afrikaans-français), traduit de l’afrikaans par Pierre-Marie Finkelstein, Éditions des Lisières, 2023
- J'écris en afrikaans, la langue du diable[19], poèmes choisis et traduits de l'afrikaans par Pierre-Marie Finkelstein, Éditions Caractères, Paris 2021. Cette anthologie comporte plus d'une centaine de poèmes extraits des 3 premiers recueils de l'auteure.
- Chaque jour sans tomber, poèmes choisis et traduits de l'afrikaans par Pierre-Marie Finkelstein, Chantiers navals, Maison de la Poésie de Nantes, octobre 2013
- Le Cantonnement, Zoé, 2025

Poèmes publiés dans des revues
- Missives no 253, Littératures d'Afrique du Sud, juin 2009, Paris
- Confluences Poétiques no 4, avril 2011, Paris
- Po&sie no 143, juin 2013, Éditions Belin, Paris
- Zone sensible no 1, juin 2014, "Poésie et événement", Biennale internationale des poètes en Val-de-Marne, Ivry-sur-Seine
- Po&sie no 153-154, Éditions Belin, Paris 2016

Poèmes publiés dans des anthologies
- Denise Coussy, Denis Hirson et Joan Metelerkamp, Afrique du Sud - Une traversée littéraire, Philippe Rey Éditeur, collection Cultures Sud, Paris 2011
- Poésie au cœur du monde, Biennale internationale des poètes en Val-de-Marne, juin 2013
- Pas de blessure, pas d'histoire: Poèmes d'Afrique du Sud 1996-2013, édition dirigée par Denis Hirson, Bacchanales no 50, Maison de la poésie Rhône-Alpes, 2013
- Bruno Doucey et Thierry Renard, Courage ! Dix variations sur le courage et un chant de résistance, Éditions Bruno Doucey, Paris 2020

Poèmes publiés sur internet
Certains poèmes de Ronelda Kamfer sont également accessibles en traduction française sur le site de la revue littéraire sud-africaine versindaba http://versindaba.co.za/translations/

### En néerlandais
En janvier 2010, à l'occasion de la participation de Ronelda Kamfer au festival international de littérature "Nuits d'hiver" (Winternachten) à La Haye, plusieurs de ses poèmes sont traduits en néerlandais par Robert Dorsman.
Les trois premiers recueils de poésie de Ronelda Kamfer, traduits par le poète néerlandais Alfred Schaffer, ont été publiés aux Pays-Bas en édition bilingue afrikaans-néerlandais chez Podium:
- 2010 : Nu de slapende honden (titre original: Noudat die slapende honde)[20], Podium Uitgeverij, Amsterdam 2010
- 2012 : Santenkraam (titre original: grond/Santekraam)[21], Podium Uitgeverij, Amsterdam 2012
- 2017 : Mammie (titre original: Hammie)[22], Podium Uitgeverij, Amsterdam 2017

### En italien
- 2015 : quelques poèmes traduits par Francesca Terrenato dans Almanacco dei poeti e della poesia contemporanea 3, Raffaelli Editore, Rimini 2015
- 2018 : terra/E tutto il resto (titre original: grond/Santekraam)[23], traduit de l'afrikaans par Francesca Terrenato, Raffaelli Editore, Rimini 2018

### En anglais
Des extraits des deux premiers recueils de Ronelda Kamfer, traduits par Charl JF Cilliers, sont repris dans l'anthologie en ligne de la poésie afrikaans contemporaine intitulée In a burning sea - Contemporary Afrikaans poetry in translation.
Plus récemment, d'autres poèmes, traduits en anglais par Mike Dickman, ont été publiés dans l'anthologie In the Heat of Shadows, publiée par Denis Hirson aux presses de l'université du KwaZulu-Natal et dans l'anthologie bilingue publiée sous la direction de H.P. van Coller, Helize van Vuuren & Louise Viljoen Afrikaans Poems with English Translations, Protea Book House, Pretoria 2018

### Dans d'autres langues
Des traductions dans d'autres langues, notamment en portugais par Catarina Belo (sur Próximo Futuro, le blog de la Fondation Gulbenkian, en 2009) et en turc, voient le jour peu à peu.

## Adaptations à l'écran
- L'artiste sud-africain Diek Grobler, né en 1964, est l'auteur d'un film d'animation[27] qui illustre le poème Le p'tit Cardo de Ronelda Kamfer.
- 'n Gewone blou Maandag, court-métrage de la cinéaste sud-africaine Naomi Van Niekerk inspiré d'un poème de Ronelda Kamfer, est sélectionné pour être projeté lors du Festival international du film d'animation d'Annecy en juin 2016[28],[29].